# El Palomar
El Palomar – gmina w Hiszpanii, w prowincji Walencja, we wspólnocie autonomicznej Walencja, o powierzchni 7,76 km². W 2011 roku liczyła 595 mieszkańców.